# 蒙漢明
蒙漢明，(Mong Hon-ming)，(1957年—)，是資深香港傳媒工作者，曾受僱於楊受成旗下的《東周刊》，任總編輯。
蒙漢明加入香港新聞界歷30多年，最後一份工作是為某香港傳媒駐北京代表，他現任老板是林建岳。此外，蒙漢明認識的香港好朋友包括：無線電視製作資源部副總監樂易玲、立法會議員梁耀忠、鮑魚大王楊貫一、星島新聞集團主席何柱國等。
2009年，蒙漢明「一時疏忽」干犯一項刑事罪行時，以上各香港上流社會人士，都為蒙漢明給上訴庭法官寫過求情信。蒙漢明在2009年5月5日因為以上「一時疏忽」罪行，被律政司上訴後，被判由緩刑改為即時入獄5個月。